# Robert Sinsoilliez
Robert Sinsoilliez (né le 12 décembre 1928 à Ivry-sur-Seine et mort le 1er décembre 2009 à Granville) est un écrivain français.

## Biographie
À son décès, des suites d'une longue maladie, il travaillait encore sur deux livres à paraître.

## Œuvres
Auteur d'une trentaine de livres : 
Livres d'histoire
- Hugo et les proscrits de Jersey, L'Ancre de marine, 2008.
- L'Expédition des Normands en Nouvelle-Zélande, Editions Charles Corlet, 2005.
- Les Espions du roi, l'Ancre de marine.
- Le Tourneur, le Normand qui a gouverné la France, Editions Charles Corlet, 2002.
- Histoire des Minquiers et des Ecréhous, 1995.
- La Bataille des pêcheries, Editions l'Ancre de Marine, 1994.
- L'Enfer des baleiniers, 1993.
- Le Siège de Granville, Editions l'Ancre de Marine,1991.
- Tombelaine, l'îlot du Mont-Saint-Michel, Editions l'Ancre de Marine, 1991.

Romans policiers
- Chasse à l'or alchimique en Normandie, 2003
- Le Diaoul des îles Chausey, 2001Editions Charles Corlet
- Une balle pour rien à Cherbourg, Editions Charles Corlet.

Divers
- En culottes courtes sur le banc des écoles, Editions Charles Corlet.
- La Pêche à pied, Flammarion, 1987.

## Activité para-littéraire
Membre de la Société des auteurs de Normandie, il organisait le salon du livre de Granville jusqu'en 2009[réf. nécessaire].